# Finderup (Viborg)
Finderup is een plaats in de Deense regio Midden-Jutland, gemeente Viborg. De plaats telt ca. 200 inwoners (2008).